# آنیش
آنیش (به فرانسوی: Aniche) یک کمون در فرانسه است که در ناحیه او-دو-فرانس واقع شده‌است. آنیش ۶٫۵۲ کیلومتر مربع مساحت و ۱۰٬۴۳۱ نفر جمعیت دارد و ۶۵ متر بالاتر از سطح دریا واقع شده‌است.